# Trahison de MacAlpin
La trahison de MacAlpin, ou Traîtrise de Scone, est un mythe médiéval qui prétend expliquer le remplacement de la langue picte par le gaélique écossais aux IXe et Xe siècles par un massacre général de la noblesse picte au cours d'un festin organisé par le roi des Scots Kenneth MacAlpin.

## Textes historiques
Les sources relatives à l'accession de Kenneth MacAlpin à la royauté des Pictes sont rares et suspectes.
Les deux principales, la Prophétie de Berchán et De instructione principis, notent qu'en 841 MacAlpin aurait attaqué les restes de l'armée pictes décimée par les païens en 839 et les aurait vaincus. MacAlpin invite ensuite le roi des Pictes nommé Drest, et les nobles pictes survivants à Scone afin de régler la question de la liberté du Dál Riata ou de réclamer pour lui-même la couronne de Dál Riata.
Face à MacAlpin récemment victorieux dans le sud et avec sa propre armée décimée dans le nord, Drest, ainsi que tous les prétendants au trône picte des sept maisons royales assistent à cette réunion à Scone. La légende veut que les Scots se soient présentés secrètement armés à Scone, où Drest et les nobles pictes ont été massacrés.
Giraldus Cambrensis détaille dans De Instructione Principis comment un grand banquet a lieu à Scone, et comment le roi des Pictes et ses nobles sont complètement ivres. Une fois les Pictes enivrés, les Gaels ayant retiré les boulons assurant la solidité des bancs, piègent les Pictes en les précipitant dans des fosses creusées dans la terre et dissimulées sous les bancs, où des pièges avec des lames tranchantes ont été dissimulés, afin que les Pictes chutent et s'empalent. La Prophétie de Berchán évoque aussi cet épisode et indique que MacAlpin « creusera la terre, art puissant, semée avec des lames meurtrières et qu'il s'ensuivra le pillage et la mort ». Pris au piège et incapables de se défendre, les Pictes survivants sont de fait ensuite assassinés par le haut et leur corps, leurs vêtements et ornements sont pillés.
À la suite de cet événement, Kenneth MacAlpin devient le souverain des deux royaumes, s'appuyant peut-être sur son ascendance maternelle pour établir ses prétentions au trône de « Pictavia » et héritant du Dál Riata de son père. Il fusionne les deux en une seule monarchie le futur royaume d'Alba.

## Sources
- (en) William Arthur Cumming, The Age of the Picts, Stoud, Sutton Publishing, 1998 (ISBN 0750916087), Chapitre 15, p. 111-117.
- (en) William Forbes Skene, Chronicles Of The Picts, Chronicles Of The Scots, And Other Early Memorials Of Scottish History, H. M. General Register House (Edinburgh 1867). Reprint par Kessinger Publishings's (2007),  (ISBN 1432551051).